# Ben Gold

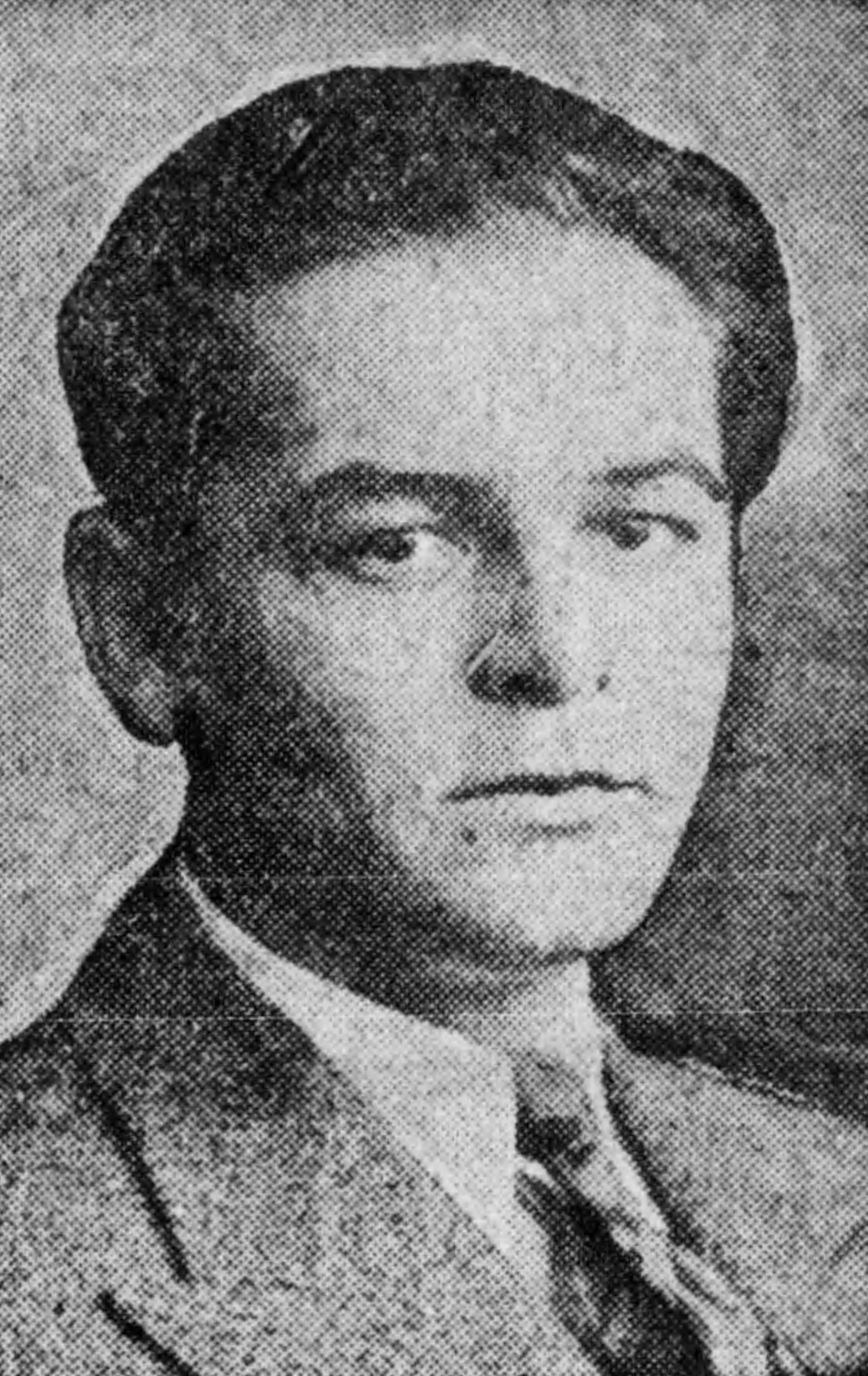
Ben Gold (1928)

Benjamin Gold (* 8. September 1898 in Bessarabien; † 24. Juli 1985 in North Miami Beach, Florida) war ein US-amerikanischer Arbeiterführer.

## Allgemein

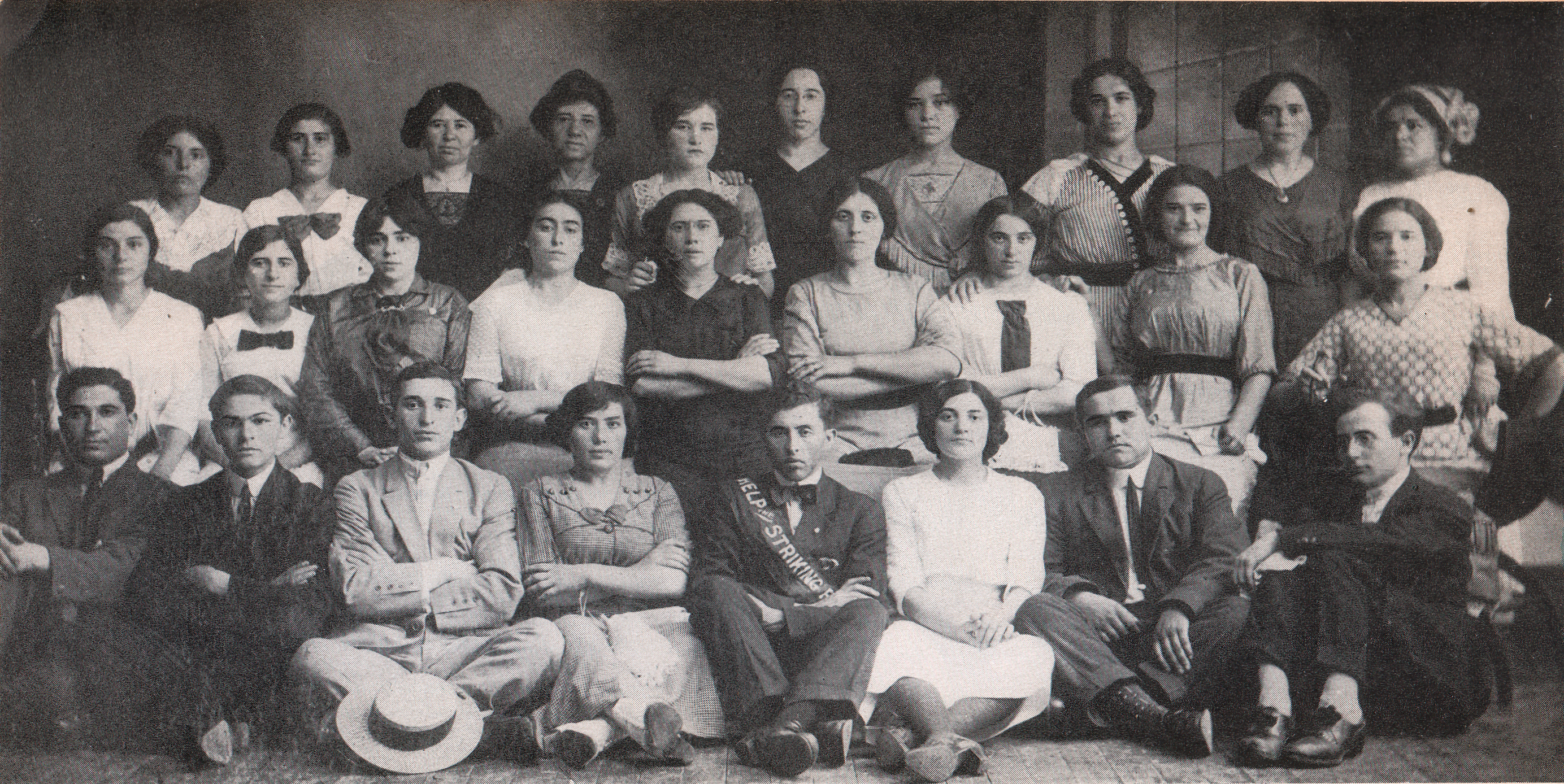
Eine Gruppe Pelzarbeiter während eines Streiks.
In der ersten Reihe, Zweiter von links, der 14 Jahre alte Ben Gold (1912).

Ben Gold war Mitglied der Kommunistischen Partei der USA (CPUSA) und führte die Internationale Pelzarbeitergewerkschaft International Fur Workers Union an. Von 1937 bis 1955 war er Präsident der Internationalen Vereinigung der Pelz- und Lederarbeiter  International Fur and Leather Workers Union (IFLWU). Im Jahr 1924 wurde Gold wegen seiner Aktivitäten im Namen der CPUSA im Kürschnerbund von seinem Posten suspendiert. 1925 wurde er wieder eingesetzt und zum Vorsitzenden des New Yorker Kürschner-Vorstandes ernannt (New York Furriers’ Joint Board). In seine tätige Zeit fielen die, großteils auch militanten, Auseinandersetzungen zwischen Arbeitnehmern der Pelz-, Leder- und Textilindustrie und korrupten Gewerkschaftsführungen und für Verbesserungen der teils äußerst schlechten Arbeitsbedingungen gegenüber den Unternehmen in den 1920er und 1930er Jahren, die letztlich erfolgreich waren.
Das ehemalige Zentrum der amerikanischen Pelzindustrie und weltbedeutende Pelzviertel befand sich in New York in den vier Häuserblöcken zwischen der 24. und der 31. Straße. Durchquerte man noch Mitte des 20. Jahrhunderts nachmittags diese Gegend, so sah man hier tausende, sich drängende Pelzarbeiter. 1950 hieß es dazu: „Das sind die Männer und Frauen, die die gepflegte, elegante Winterkleidung herstellen, die in den Schaufenstern modischer Avenues jeder Stadt gezeigt wird. Und das sind die Männer und Frauen, deren inspirierende Kämpfe und großartige Errungenschaften auf der ganzen Welt bekannt sind“.

## Persönliche Biografie
Ben Gold wurde am 8. September 1898 als Kind von Israel und Sarah Gold, geb. Droll in Bessarabien geboren, einer Provinz des Russischen Reiches. Sein Vater war Uhrmacher und Juwelier, der aktiv in der revolutionären Bewegung tätig und Mitglied des lokalen jüdischen Selbstverteidigungskorps war, Institutionen, die in vielen Städten als Vorsichtsmaßnahme gegen Pogrome der antisemitischen Schwarzen Hundertschaften bestanden. Auch sonst war seine Familie durchdrungen vom Kampf gegen Unterdrückung. Seine Schwester beteiligte sich an der revolutionären Studentenbewegung, verschiedentlich wurde sie bei Demonstrationen gegen „zaristische Tyrannei“ zusammengeschlagen („beaten and crippled“). Forner schrieb dazu: „Der junge Knabe lernte bald die Bedeutung des gefürchteten Klopfens an der Tür mitten in der Nacht durch die zaristische Polizei kennen, und den Horror der Pogrome gegen die jüdische Bevölkerung“.
Im Jahr 1908 ging Israel Gold nach New York, 1910 konnte er seine Familie nachholen. Der damals 12-jährige Ben nahm verschiedene Jobs an, um seine Familie zu unterstützen. Er arbeitete in Kartonfabriken, Modegeschäften und stellte Taschenbücher her. Ein Freund der Familie nahm ihn schließlich in dem Pelzgeschäft Agines & Son in der Bleecker Street auf. Im Jahr 1912 trat der 14-Jährige der sich gerade bildenden Kürschnervereinigung Furriers Union of the United States and Canada bei, die ihren Namen ein Jahr später in International Fur Workers Union of the United States and Canada (IFWU) änderte.
Gold wurde ein aktives Mitglied der CPUSA. In den späten 1940er Jahren stieg er dort in wichtige Positionen auf. Er besuchte im Winter 1930–1931 für kurze Zeit das Lenininstitut in Moskau (mit einer Abteilung für höhere Bildung, das die Werke von Wladimir Lenin lehrte) und war von 1936 bis 1948 Mitglied des Zentralkomitees der CPUSA.
Auf dem Höhepunkt seiner Karriere als Arbeiterführer lebte Gold in der New Yorker Bronx, zu der Zeit noch ein Wohnviertel der Mittelschicht. Hier kandidierte er auch 1928 erfolglos als Richter; er erhielt eine der niedrigsten Stimmenzahlen in der Geschichte der New Yorker Gerichtswahlen.
Während seines ganzen Lebens schrieb Gold Kurzgeschichten auf Jiddisch, die oft mit Arbeitsbeziehungen und jüdischen Einwanderern zu tun hatten. Seine letzte fiktionale Arbeit war The Storm in Riverville, 1972 veröffentlicht. Es ist eine semi-fiktive Darstellung von Textilarbeitern in den 1920er Jahren, ihr Kampf gegen das organisierte Verbrechen und ihr Versuch, eine 40-Stunden-Woche zu erkämpfen. Seine Memoiren veröffentlichte er 1984.
Ben Gold verbrachte seinen Ruhestand in Florida. Er starb am 24. Juli 1985 in seinem Haus in North Miami Beach, Florida. Er hinterließ seine Ehefrau Sadie Gold, geb. Algus. Ihr Vater war Harris J. Algus († 1922), „progressiver“ Vorsitzender des New York Joint Boards.

## Arbeitskampf der Pelzarbeiter

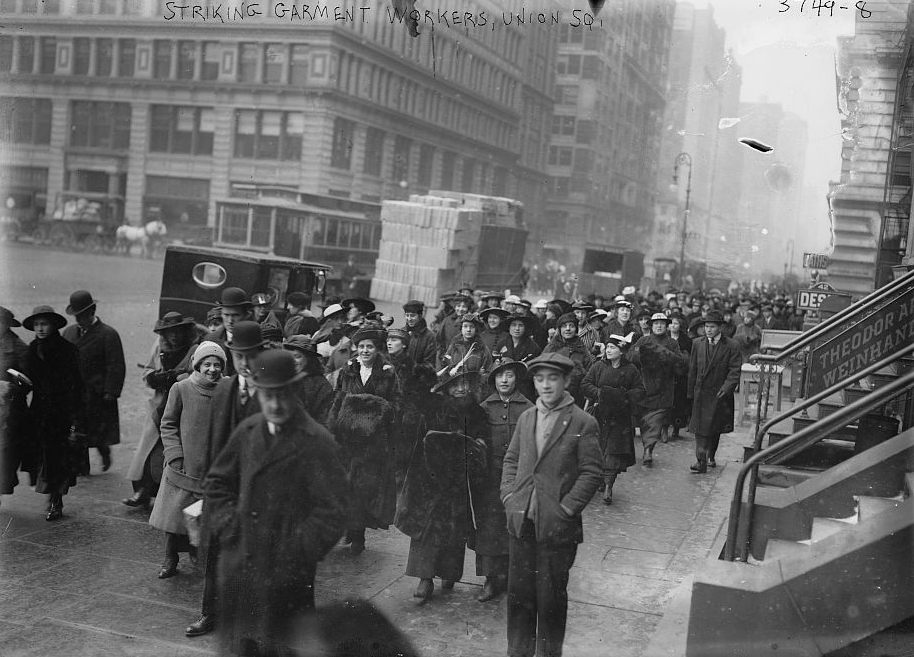
Protestmarsch der Bekleidungsarbeiter (New York, zwischen 1915 und 1920)

Im Alter von 13 Jahren kam Ben Gold in die Pelzbranche. Im Jahr 1911 arbeitete er für eine Saison als „Operator“ (Pelzmaschinen-Näher) bei Board & Hauptmann für einen Wochenlohn von 9 Dollar, zu der Zeit der einzige Beschäftigte in der Familie. Als man 1912 in der Pelzbranche anfing zu streiken, war der jetzt gerade einmal 14 Jahre alte Gold stellvertretender Leiter der Firma Pike & Rabinowitz. Er wurde ein aktiver Streikteilnehmer, ständig mit den Streikposten zusammen, welche die Geschäfte patrouillierten. Zusammen mit Kollegen schlief er in der Nähe des Ladens, damit nachts kein Streikbrecher hinein oder heraus konnte. In dieser Zeit bekam er Kontakt zu Mitgliedern der Sozialistischen Partei Amerikas (SPA). Der Junge war aufnahmebereit für deren Ideen, mehrere seiner Schwestern waren bereits in der Cloak and Dressmakers Union aktiv. Er arbeitete jetzt bei Kaufmann & Oberländer und bildete sich nebenbei in der Manhattan Preparatory School fort, in der nicht realisierten Absicht, einmal die juristische Fakultät zu besuchen.
Während der frühen Jahre der Kürschner-Gewerkschaft beteiligte er sich an vielen Mitgliederaktionen gegen Korruption und Bürokratie innerhalb dieser. 1916 trat er der SPA bei. Im Zusammenhang mit dem Kampf gegen das „Gangstertum“ und die Bürokratie in der Union trat er erstmals als militanter Anführer eines zwölfwöchigen Ausstands der Pelzarbeiter im kanadischen Montreal auf, wo er zuvor mehrmals Kürschnerfreunde der Familie besucht hatte, ohne dass er dort überhaupt beschäftigt war.
Im Jahr 1919, im Alter von 21 Jahren, wurde Gold von New Yorker Kürschnern in den New Board of Directors gewählt, einem Rat von Kürschnergewerkschaften, dessen Zuständigkeit für ganze Stadt New York galt. Im September desselben Jahres schloss er sich der neugegründeten Kommunistische Arbeiterpartei Amerikas (Communist Labor Party of America) an, welche sich von der SPA abgespalten hatte und die sich später mit der Kommunistischen Partei Amerikas (Communist Party of America) zur CPUSA vereinigte.
Als Gold im Jahr 1923 auf einer Gewerkschaftsversammlung auf der von einem Arbeiter vorgetragene Forderung der Diskussion eines bevorstehenden Abkommens zwischen Gewerkschaft und Arbeitnehmern bestand, ließ ihn deren Vorsitzender Kaufman vor den Augen seiner Kollegen von Schlägertrupps mit Stühlen, Keulen unter Zuhilfenahme von Messern brutal zusammenschlagen, so dass er zwei Wochen im Krankenhaus lag. Zwischendurch kam es zudem noch zu einer Verhaftung Golds durch die Polizei. Etliche andere Arbeiter, darunter auch Frauen, wurden ebenfalls verletzt. Das alles führte endgültig zu einem Wendepunkt der Pelzarbeiter im Verhältnis zum Gewerkschaftsapparat, der „Kaufman Machine“, und man beschloss, sich ebenso militant zur Wehr zu setzen.
In einem massiven Streik der New Yorker Kürschner im Jahr 1926 übernahm Gold die Führung. Es kam zu einer Aussperrung von 8500 Arbeitern, auf den die Gewerkschaften mit einem Generalstreik von 12.000 Pelzarbeitern reagierte. 10.000 Arbeitnehmer gingen bei einer Demonstration auf die Straße, Streikposten verhinderten, dass Arbeitswillige in die Betriebe gingen. Die Polizei reagierte mit Schlägertrupps und es fuhren Autos mit hoher Geschwindigkeit in die Menge, um die Streikposten zu zerschlagen. Erst als Gold die Öffnung der Streikposten anordnete, konnte die Ordnung wiederhergestellt werden. 125 Arbeiter wurden verhaftet. Die Reaktion der Polizei war so brutal, dass ein Stadtmagistrat der Polizeibehörde später eine „unangemessene Nötigung“ der streikenden Arbeiter vorwarf.
Ben Gold gelang es, sich mit dem Pelzgroßhändler Motty Eitingon von der Eitingon Schild Company zu einigen und damit die bisher beidseitigen starren Fronten aufzubrechen. Da aber dabei nicht die Interessen sämtlicher Arbeiter berücksichtigt wurden, insbesondere nicht die der zahlreichen jüdischen Pelzarbeiter mit ihrer Forderung nach einem arbeitsfreien Sabbat, kam es nicht zu einem allgemeinen Arbeitsfrieden. Gold geriet dabei in erhebliche Auseinandersetzungen mit radikaleren Gewerkschaftsführern, seine Teilnahme an einer Gewerkschaftsveranstaltung konnte nur durch massive Proteste der Mitglieder erreicht werden. Am 22. Mai 1926 füllte eine Massenversammlung den neu gebauten Madison Square Garden, sie war das größte Arbeitertreffen, das bis dahin in der Stadt abgehalten wurde. Gold verurteilte Gewerkschaftsführer, die nicht anwesend waren, und erklärte, dass der Gewinn der 40-Stunden-Arbeitswoche in New York City zu einer landesweiten Bewegung führen würde, welche die Grenzen der Nation überwinden würde. Am 11. Juni 1926 wurde ein neuer Vertrag mit den Arbeitgebern abgeschlossen. Er sah die 40-Stunden-Fünf-Tage-Woche vor, ein Ende der Überstunden von Dezember bis August, eine Bezahlung für anderthalb Überstunden in der Zeit von September bis November, eine 10-prozentige Lohnerhöhung, 10 bezahlte Feiertage und ein Subunternehmerverbot.
Golds Erfolg mit dem Abschluss des Tarifvertrags war jedoch nicht von langer Dauer. Die Facharbeitergewerkschaft American Federation of Labor (AFL) beschuldigte Gold und die anderen Streikführer der Ausschweifung, der Verschwendung von Gewerkschaftsgeldern, dem Versuch Arbeiter zum Eintritt in die CPUSA gezwungen zu haben, den Streik auf Befehl der CPUSA verlängert zu haben und den Untersuchungsausschuss der AFL belogen zu haben. Am 13. Januar 1927 wurde ein Abschlussbericht der AFL veröffentlicht, in dem diese verlangte, dass man den gemeinsamen Vorstand von allen Kommunisten säubere oder die betroffenen Mitglieder ausstieße. Gold und 36 weitere lokale Führer wurden daraufhin aus der Gewerkschaft ausgeschlossen. Am 17. März 1927 wurden Gold und zehn weitere Führer des Gemeinsamen Vorstands (Joint Board) verhaftet, weil sie während des Streiks von 1926 angeblich in eine Pelzwerkstatt eingebrochen wären. Neun Personen wurden verurteilt, Gold und eine weitere Person wurden freigesprochen. Die AFL beschuldigte Gold auch, er habe während des Streiks im Jahr 1926 Polizisten bestechen wollen, um der Gewerkschaft eine günstige Behandlung zu gewähren. Gold und die anderen Angeklagten wurden am 21. Juli 1927 für unschuldig befunden, nachdem das Gericht keinen Hinweis auf einen Missbrauch von Geldern fand. Die meisten Zeugenaussagen konzentrierten sich auf die Polizeigewalt gegen die Gewerkschaft und ihre Mitglieder, was den Vorwurf der Bestechung erheblich untergrub.
Im selben Jahr kam es zu Kompetenzstreitigkeiten unter den Arbeitnehmerverbänden um die Zuständigkeiten bei Tarifabschlüssen, es kam zu Forderungen, die nicht dem eigenen Verband angehörenden Pelzarbeiter zu entlassen. Daraufhin fühlten sich die Arbeitgeber, ohnehin in einer Zeit schlechter Wirtschaftslage, nicht mehr an die Vereinbarungen gebunden. Bald stieg die Arbeitszeit auf 70 Wochenstunden. Die Bezahlung für Überstunden wurde gestrichen, die Löhne wurden um bis zu 50 Prozent gekürzt und die Weitergabe der Arbeiten an Subunternehmer wurde üblich.
Obwohl Gold zu der Zeit noch wegen Körperverletzung und Bestechung angeklagt war, führte er das Joint Board in einer Kampagne gegen den von der Facharbeitergewerkschaft AFL dominierten Furriers’ Joint Council (Vereinter Rat der Kürschner). Er leitete Ende März 1927 selbst Massenaufmärsche und Proteste im Pelzbezirk von New York City. Die AFL versuchte, den gemeinsamen Ausschuss zu untergraben, indem sie Erklärungen veröffentlichte, dass die von Gold angeführte Gewerkschaft einen „Friedensvertrag“ mit dem Joint anstrebe. Der von Gold geführte Joint Board hatte trotz erheblicher Anfeindungen und Anschuldigungen die Unterstützung der überwiegenden Mehrheit der Arbeiter in der Pelzindustrie in New York City. Die Stärke des Joint Board unter den Arbeitern war so groß, dass am 3. Mai 1927 der Verband der Pelzbesatzhersteller (Fur Trimming Manufacturers’ Association) aus der Allianz der Arbeitgeber ausbrach und ein Abkommen mit dem Joint Board von Gold unterzeichnete, das den Vertrag von 1926 bestätigte und die Arbeitsbedingungen auf dem Niveau von 1926 wiederherstellte.
Gold drohte mit einem neuen Streik, um die Arbeitgeber zu zwingen, die Bedingungen des Vertrages von 1926 zu erfüllen und um erneut die Anerkennung des Joint Board zu gewinnen. Die AFL beschuldigte den Gemeinsamen Ausschuss, eine kommunistische Front zu sein, und plädierte dafür, dass die Öffentlichkeit ihre Unterstützung zurückziehe. In vertraulichen Gesprächen mit der New Yorker Polizei räumte die AFL jedoch ein, dass die Gewerkschaft von Gold die Unterstützung der Arbeiter habe und dass die einzige Möglichkeit, die „rot geführte“ Gewerkschaft zu besiegen, massive Polizeigewalt sei. Massenverhaftungen und hohe Geldstrafen, verbunden mit langen Gefängnisstrafen, würden den Vorstand ruinieren und die Demonstranten, AFL-Beamte und Mitarbeiter erschrecken, war die Aussage der Polizei. Der Streik begann am 3. Juni 1927 mit mehreren tausend Streikposten auf der Straße und der Festnahme von Hunderten von Arbeitern. Als die Polizei nicht in der Lage war, die große Anzahl der Streikenden zu kontrollieren, begann sie Gruppen von zwei oder drei Personen (oft Frauen) zu isolieren und sie mit Schlagstöcken attackieren. Die extreme Reaktion der Polizei veranlasste Gold, einen Streik nach dem anderen auszurufen. Die meisten wurden durch Polizeiangriffe auf friedliche Streikende aufgelöst und es kam zu zahlreichen Verhaftungen und Gefängnisstrafen. Die AFL und ihre Führung beschuldigten erneut Gold und den gemeinsamen Vorstand, die Arbeiter zu terrorisieren, um sie zu zwingen, der Gewerkschaft beizutreten. Sie behaupteten, dass nur der Joint Council die Unterstützung der Mehrheit der Arbeiter habe. Mitte Juli 1927 erwiesen sich die Behauptungen der AFL jedoch als falsch. Der Joint Council verlor den größten Teil seiner Unterstützung, und das von Gold geführte Joint Board erhielt die Anerkennung derjenigen Unternehmer, die die Mehrheit der Arbeiter im Pelzbezirk beschäftigten. Die meisten Arbeitgeber zwangen ihre Arbeitnehmer nun nicht mehr, dem Joint Concil beizutreten, und der Vertrag des Joint Boards von 1926 wurde wieder eingeführt und durchgesetzt.

## Needle Trades Workers Industrial Union (NTWIU)
Im Sommer und Herbst 1928 begann Gold, die Unterstützung für eine neue internationale Vereinigung von Pelzarbeitern aufzubauen. Er traf sich mit den Anführern von acht, nicht aus New York City kommenden, sowie einer linken Gruppe von Pelzarbeitern, die versuchten, sich vom Rest des Joint Boards zu trennen. Zu der neuen Gewerkschaft gehörten 15.000 Schneiderinnen und andere Textilarbeiterinnen, die den linken Flügel der International Ladies Garment Workers Union bildeten. Die neue Gewerkschaft Needle Trades Workers Industrial Union wurde am 1. Januar 1929 gegründet und Ben Gold wurde zum Schatzmeister gewählt.
Als Chefstratege sowie als Sekretär-Schatzmeister für die Gewerkschaft der Needle Trades Workers verfolgte Ben Gold eine aggressive und militante Tarifpolitik. Der Zeitpunkt der Gründung der Gewerkschaft war ungünstig: Innerhalb desselben Jahres begann die Große Depression, die zu Tausenden Entlassungen in der Pelzindustrie und einem starken Abwärtsdruck auf die Löhne führte. Aber schon im Februar 1929, als die Wirtschaft in die Depression abrutschte, kündigten der Vorstand mit Gold eine Reihe von Streiks an, um die Löhne zu erhöhen. Der erste Streik der neuen Gewerkschaft in der Bekleidungsindustrie fand im Februar 1929 statt. Zu einem zweiten Streik in der Pelzindustrie von New York City kam es im Juni 1929, als die NTWIU versuchte, AFL-angeschlossene New Yorker Pelzarbeiter in die abtrünnige Gewerkschaft zu integrieren. Obwohl fast alle New Yorker Pelzarbeiter bereits in der NTWIU waren, machte Gold nur wenig Fortschritte gegen die antikommunistische New Yorker Federation of Labor (AFL). Unterdessen deuteten Presseberichte an, dass die meisten Pelzarbeiter der Stadt zur American Federation of Labor gehörten, was allerdings die reale Situation umkehrte. Gelegentlich kam es zu Gewalt zwischen den beiden Gruppen. Die AFL versuchte auch, den Mitgliedern der NTWIU in New York City das Recht abzusprechen, den Ausdruck „Pelzarbeiter“ (fur workers) in ihrem Namen zu verwenden. Trotz der Polizeigewalt und der Opposition der AFL verhalf die „dynamische Führung des Kommunisten Ben Gold“ den Pelzarbeitern im Jahr 1933 zu einer 35-Stunden-Woche und einer Gehaltserhöhung von bisher wöchentlich 38 auf jetzt 50 Dollar.
Gold kämpfte auch sehr dafür, gesellschaftliche Randgruppen in der NTWIU zu integrieren. Während andere Gewerkschaften Afroamerikaner und andere Minderheiten aktiv diskriminierten oder das Thema Rassenzugehörigkeit ignorierten, unterstützte Gold einen grundsätzlichen Kampf gegen Rassismus. Er veranstaltete „Gerichtsverhandlungen“ gegen Gewerkschaftsmitglieder, die rassistische Ausdrücke gebraucht oder sich diskriminierend verhalten hatten. Seine Bemühungen, Rassismus aus den Gewerkschaften zu verbannen, waren weitgehend erfolgreich.
Ende 1933 verbüßte Gold eine kurze Haftstrafe, nachdem er wegen seiner Teilnahme an einem Hungerstreik in Wilmington, Delaware, verhaftet worden war. Seit 1931 fanden in den Vereinigten Staaten Hungermärsche statt. Gold war einer von 315 Demonstranten, die New York City am 29. November 1932 in Richtung Washington verließen. Die Demonstranten erreichten Wilmington am 2. Dezember, ihre Zahl war um einige hundert gestiegen. Ihre Erlaubnis, in die Stadt zu marschieren, wurde zurückgezogen. In dieser Nacht schleppte die Polizei die meisten Demonstranten in ein Lagerhaus in der Innenstadt, aber Gold, die meisten Frauen und die meisten Demonstranten aus Neuengland übernachteten in einer gemieteten Kirche zwei Blocks entfernt. Den Demonstranten wurde die Erlaubnis verweigert, ein Treffen auf der Straße abzuhalten, also hielten sie es auf der Kirchentreppe. Als die Polizei versuchte, das zu verhindern, widersetzten sich die Demonstranten. Als die Polizei begann, auf die Leute einzuschlagen, die dem Sprecher zuhörten, flohen die Demonstranten in die Kirche und verbarrikadierten die Türen. Die Polizei feuerte Tränengas durch die Fenster, brach die Türen auf und betrat das Gebäude mit gezogenen Waffen. Die Demonstranten leisteten Widerstand, indem sie Stühle auf die Polizei schleuderten. 23 Demonstranten, darunter auch Gold, wurden verhaftet. Vier Polizisten und drei Demonstranten wurden ins Krankenhaus eingeliefert. Gold wurde wegen Aufstachelung zum Aufstand verurteilt und absolvierte Ende 1933 und Anfang 1934 in Wilmington eine kurze Haftstrafe. Gold nahm 1933 und 1934 an weiteren Hungerstreiks teil und wurde Ende Oktober 1934 in Albany, New York erneut verhaftet.
Golds Auseinandersetzungen mit der American Federation of Labor (AFL) setzten sich auch 1934 fort. Im Januar 1934 bekämpften sich der Joint Board und Unterstützer des Joint Council mit Fäusten, Ziegeln und Knüppeln. Die AFL-Gruppe schrumpfte jedoch weiter, als sich die Weltwirtschaftskrise verschärfte und die Führer der International Fur Workers Union (IFWU) um das Überleben ihrer Vereinigung fürchteten. Der Präsident der AFL startete eine große Initiative, um Kommunisten und kommunistische Sympathisanten aus allen AFL-nahen lokalen, nationalen und internationalen Gewerkschaften zu drängen. Die AFL-Vorwürfe gegen Gold und seine Gewerkschaft setzten sich ebenfalls fort. In den Jahren 1934 und 1935 führte Gold die Textil- und Pelzarbeiter in zwei erfolgreichen Streiks, die seine Gewerkschaft in einer Fusion mit der IFWU führten.

## Zusammenschluss Needle Trades Workers Industrial Union (NTWIU) mit International Fur Workers Union of the United States and Canada (IFWU)
Alle Versuche, einen Zusammenschluss der Needle Trades Workers Industrial Union (NTWIU) mit der International Fur Workers Union of the United States and Canada (IFWU) zu verhindern, waren letztlich erfolglos. Den hauptsächlichen Widerstand leitete bis zum Schluss William Green, Präsident der American Federation of Labor (AFL), der immer wieder auf die kommunistischen Mitglieder verwies. 1935 wurde der Fusionsvertrag unterzeichnet. Ben Gold wurde am 10. August 1935 in seine alte Position als Geschäftsleiter des vergrößerten Joint Council gewählt und besiegte einen Kandidaten der AFL mit einer Mehrheit von über 2 : 1. Bis Mai 1937 konnte er die Mitgliederzahl des Verbandes auf fast 35.000 vergrößern. Auch war es ihm gelungen, die örtliche Gewerkschaft von kriminellen Einflüssen zu befreien. Nach zweijähriger Geschäftstätigkeit für den New Yorker Joint Council übernahm Ben Gold erneut dessen Vorsitz.
Zwischen den Jahren 1933 und 1940 kam es verschiedentlich zu Anklagen gegen Gold und anderen Gewerkschaftsmitgliedern. Die meisten endeten, teils in Berufungsverhandlungen, für Gold mit einem Freispruch.
Gold wurde im Mai 1937 zum Präsidenten der International Fur Workers Union gewählt. Unmittelbar nach seiner Wahl beendete Gold die Verbindung der International Fur Workers Union (IFWU) und der American Federation of Labor und trat dem Kongress der Industrieorganisationen (CIO) bei und wurde dort in den CIO-Exekutivrat gewählt. Innerhalb weniger Wochen nach seiner Amtsübernahme als Präsident genehmigte er einen Sympathiestreik von 13.000 Pelzarbeitern in New York City, um streikende Pelzarbeiter in Kanada zu unterstützen. Bis zum Beginn des Zweiten Weltkriegs verfolgte er weiterhin eine aggressive Tarifpolitik.
Im Frühjahr 1938 endete ein langwieriger Streik fast mit der Niederlage der Gewerkschaft. Die US-Wirtschaft war zwar im Frühjahr 1937 auf ihr Niveau vor der Depression angestiegen, jedoch begann im Spätsommer eine starke Rezession (ausgelöst teilweise durch starke Kürzungen bei den Staatsausgaben, höhere Bankreserven und Kürzungen des verfügbaren Einkommens durch die Umsetzung des Sozialversicherungsgesetzes). Am 1. April 1938 griffen ausgesperrte Arbeiter einen Pelzhändler an und die Polizei reagierte mit Schlägern und Schlägen gegen die Streikposten. Empört befahl Gold alle Gewerkschaftsmitgliedern auf die Straße. Die Polizei reagierte mit dem Versuch, die Streikenden mit Gewalt einzuschüchtern und die Gewerkschaft antwortete in gleicher Weise. Sieben Wochen lang befand sich der Pelzbezirk in New York City in einem Zustand des Aufruhrs.
Entschlossen, die Gewerkschaft zu erweitern, fusionierte Gold die IFWU mit der National Leather Workers 'Association (NLWA). Ben Gold wurde zum Präsidenten der neu zusammengeschlossenen Gewerkschaft gewählt, unter dem neuen Namen International Fur und Leather Workers Union der Vereinigten Staaten und Kanada (IFLWU). Innerhalb eines Jahres hatte die Gewerkschaft 25.000 neue Arbeiter in 42 neuen Regionalgruppen organisiert.

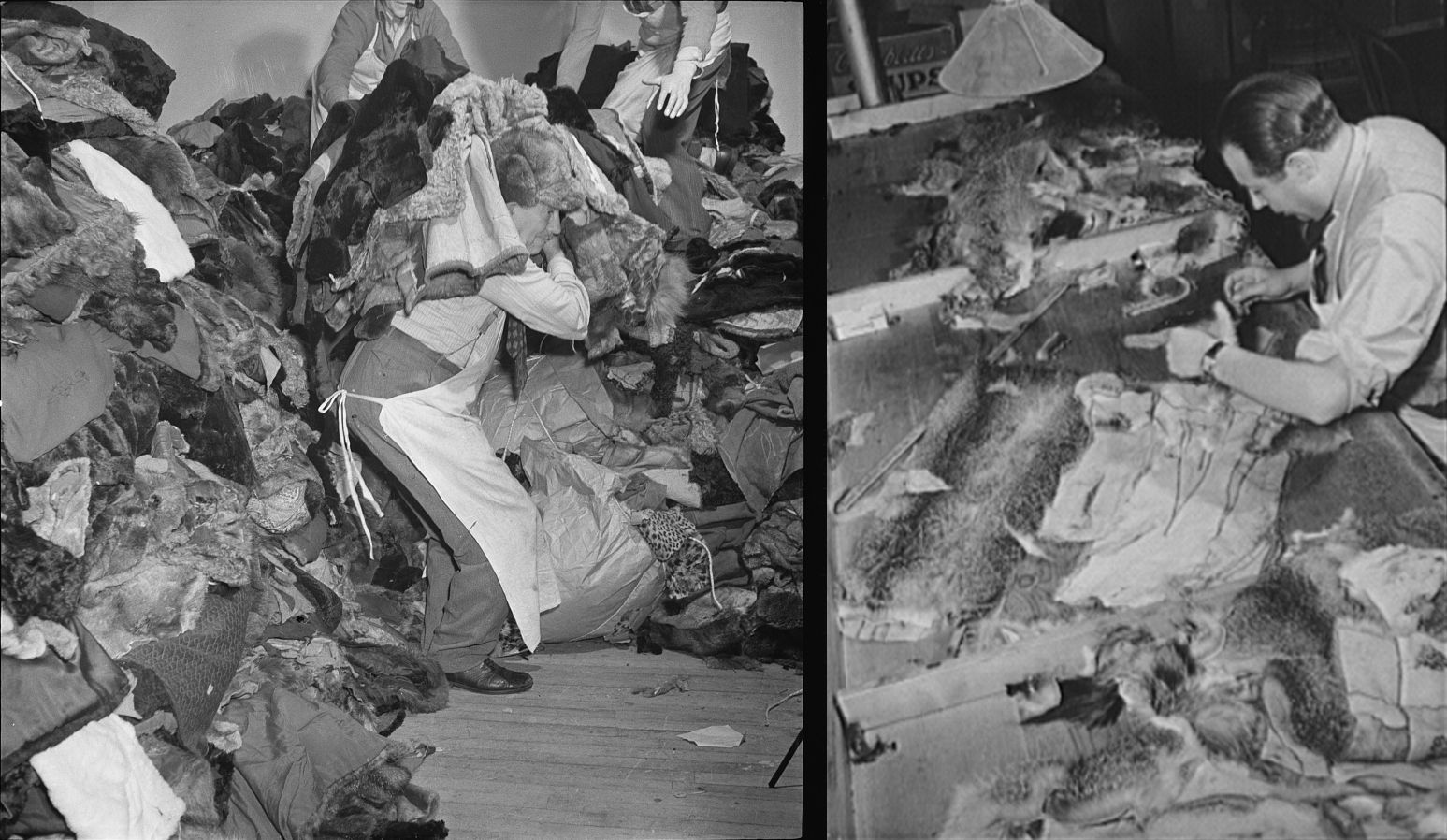
Pelzarbeiter fertigen Pelzwesten für die Navy (Dezember 1942)

Nach dem Eintritt der Vereinigten Staaten in den Zweiten Weltkrieg zeigte sich Gold als glühender Patriot. Als sich der Krieg näherte, führte er im November 1941 in New York City große Kundgebungen durch, in denen er Gewerkschaftsmitglieder drängte, Kriegsanleihen zu kaufen. Er stimmte einer siebentägigen Arbeitswoche zu, nachdem die Vereinigten Staaten Nazi-Deutschland und dem japanischen Kaiserreich den Krieg erklärt hatten und einer Kampagne zur Spende von 50.000 pelzgefütterten Westen an britische Seeleute.
Gold war ein starker Befürworter der Staatlichkeit Israels. Im Jahr 1948 war er Präsident des American Jewish Labors Council. Im März 1948 führte Gold eine Parade mit 10.000 Menschen an, um den aufstrebenden jüdischen Staat zu unterstützen.
Gold trat am 24. August 1950 aus der Kommunistischen Partei aus und unterschrieb den die Position der Gewerkschaften deutlich verschlechternden Taft-Hartley-Vertrag. Er stellte jedoch klar, dass er nur zurückgetreten sei, damit die Pelzarbeiter den Schutz des Bundesrechts erhalten könnten. Das Justizministerium argumentierte dagegen, dass Gold nicht wirklich zurückgetreten sei, und verklagte ihn im August 1953, einen Tag vor Ablauf der Verjährungsfrist, wegen Meineids. Gold wurde wegen „Mitgliedschaft“ und „Unterstützung“ verurteilt und zu 1 bis 3 Jahren Gefängnis verurteilt. Er legte Berufung ein, und seine Verurteilung wurde vom Obersten Gerichtshof der Vereinigten Staaten aufgehoben. Obwohl die Regierung anfangs noch Interesse bekundet hatte, Gold weiter zu verfolgen, wurden alle Anklagen gegen ihn im Mai 1957 fallengelassen.

## Rezeption
Ben Gold ist eine Figur in dem Roman Union Square. In dem 2001 erschienenen Buch geht es um zwei russisch-jüdische Familien – die eine marxistisch, die andere sozialistisch –, die durch Pogrome gezwungen wurden, in die USA zu fliehen. Sarah Levy, eine der prominentesten Figuren des Romans, begegnete einem leicht fiktionalisierten Ben Gold bei ihrem Versuch, weibliche Arbeiter in New York City gewerkschaftlich zu organisieren.
Gold erscheint auch als Charakter im Bühnenstück Ich bin nicht Rappaport. In der Filmversion des Stücks wurde Ben Gold durch den Schauspieler Ron Rifkin dargestellt.

## Werke
- Avreml Broide: Di lebens-geshikte fun an arbeter . Prompt Press, New York 1944
- Mentshn. Nodl treyds arbeter-komitet, New York 1948
- The Storm in Riverville. Ben Gold Book Committee, New York 1973
- Memoirs. W. Howard, New York 1984. ISBN 0-9614288-0-5